# Snorri Þórðarson
Snorri Þórðarson (1140 – 1195) fue un caudillo medieval y bóndi de Vatnsfjörður, Islandia en el siglo XII. Pertenecía al clan familiar de los Vatnsfirðingar, y fue padre del goði Þorvaldur Snorrason Vatnsfirðingur, uno de los protagonistas de la guerra civil islandesa, un periodo de la historia de Islandia conocido como Sturlungaöld.

## Vikingos
Otros bóndi llamados Snorri Þórðarson aparecen en las crónicas contemporáneas:
- Snorri Þórðarson (n. 917) de Höfði á Höfðaströnd, Skagafjarðarsýsla,[3] hijo de Þórður mjögsiglandi Björnsson del clan Þórðarniðjar. Snorri fue abuelo del explorador Thorfinn Karlsefni.
- Snorri Þórðarson (n. 1060) de Rangárvallasysla a finales de la Era vikinga.[4] Hijo de Þórður Sturluson, se le cita expresamente en la saga de Njál,[5] y la saga de Laxdœla.[6]